# Konrad Swinarski
Konrad Ksawery Swinarski, född 4 juli 1929 i Warszawa, död i en flygolycka 19 augusti 1975 i Damaskus, var en polsk teaterregissör.

## Biografi
Konrad Swinarski studerade konst vid konsthögskolorna i Katowice, Sopot och Łódź innan han studerade regi vid Akademia Teatralna im. Aleksandra Zelwerowicza i Warszawa. Han debuterade som regissör 1955 med Żeglarz (Seglare) av Jerzy Szaniawski på Teatr im. Wojciecha Bogusławskiego i Kalisz. 1955-1956 arbetade han som assistent åt Bertolt Brecht vid Berliner Ensemble. När denne dog slutförde han tillsammans med andra Brecht-assistenter dennes Furcht und Elend des Dritten Reiches (Tredje rikets fruktan och elände). Tillbaka i Polen iscensatte han 1957 Brechts Ten, który mówi tak i ten, który mówi nie (Der Jasager und Der Neinsager/Jasägaren och Nejsägaren) som spelades in för TV och året därpå dennes Opera za trzy grosze (Die Dreigroschenoper/Tolvskillingsoperan) på Teatr Współczesny i Warszawa. 1957-1963 var han verksam vid Teatr Dramatyczny i Warszawa. Sitt internationella genombrott som regissör fick han 1964 för urpremiären på Peter Weiss Marat/Sade på Schillertheater i Västberlin, en uppsättning som bjöds in till Berliner Theatertreffen och tilldelades det tyska kritikerpriset som årets bästa. Uppsättningen gjorde allt av pjäsens överdådiga teatraliska möjligheter och blev till ett spektakulärt totalkonstverk med scenografi av Gunilla Palmstierna-Weiss. Detta gick enligt författaren själv ut över pjäsens sammansatta tematik och dolde kopplingarna till samtiden. Uppsättningen hade inte bara en uppskattad antitotalitär tendens och en kritiserad antirevolutionär; Markis de Sade blev den moraliske segraren, Weiss hade själv tillåtit Swinarski att stryka epilogen där Marat återuppstår och talar direkt till publiken. Från 1965 var Swinarski verksam vid Stary Teatr i Kraków men regisserade regelbundet internationellt, framförallt på olika bemärkta teatrar i Västtyskland men även i Tel Aviv. Han regisserade även opera, bland annat på La Scala i Milano och gjorde uppsättningar för TV. Den absoluta höjdpunkten under hans karriär var uppsättningen av Adam Mickiewicz Dziady (Dödsfesten) i Kraków 1974. Den sista uppsättningen han hann påbörja innan sin plötsliga död var William Shakespeares Hamlet som fick postum premiär 1975. Swinarski räknas som en av efterkrigstidens främsta regissörer i Polen och han har haft stort inflytande på yngre stjärnregissörer som Krystian Lupa, Grzegorz Jarzyna och Krzysztof Warlikowski.